# Kamenožrout (seminář)
Kamenožrout je geologický korespondenční seminář a zároveň geologický projekt Přírodovědecké fakulty Univerzity Karlovy v Praze, první svého druhu v Česku i na Slovensku.
Cílem Kamenožrouta je seznámit žáky se světem geologie a představit jim spoustu praktických přírodovědných a technických odvětví, ve kterých geologie nachází své využití. 
Je určený primárně středoškolákům, avšak zapojit se mohou všichni geovědní nadšenci každého věku.
Kromě korespondenčního semináře pořádá Kamenožrout pravidelně přednášky pro veřejnost, menší soutěže, terénní exkurze, vernisáže a mnoho dalších aktivit s geologickou tematikou.